# Сиратаки
Сиратаки (яп. 白滝 илиしらたき) — это полупрозрачная желатиновая японская лапша, приготовленная из клубнелуковицы растения аморфофаллус коньяк. В традиционной японской кухне употребляется в супах или во фритюре. По консистенции напоминает густое желе и практически не имеет вкуса.
По сравнению с лапшой, приготовленной из пшеницы или риса, в сиратаки очень мало калорий, их иногда едят те, кто придерживается низкоуглеводной диеты или соблюдающие диету по ограничениям из-за аллергии, целиалкии, или непереносимости яичного белка. Сиратаки часто продаются в контейнерах со щелочной водой, и их необходимо промывать перед приготовлением, чтобы удалить горьковатый привкус.

## Этимология и виды

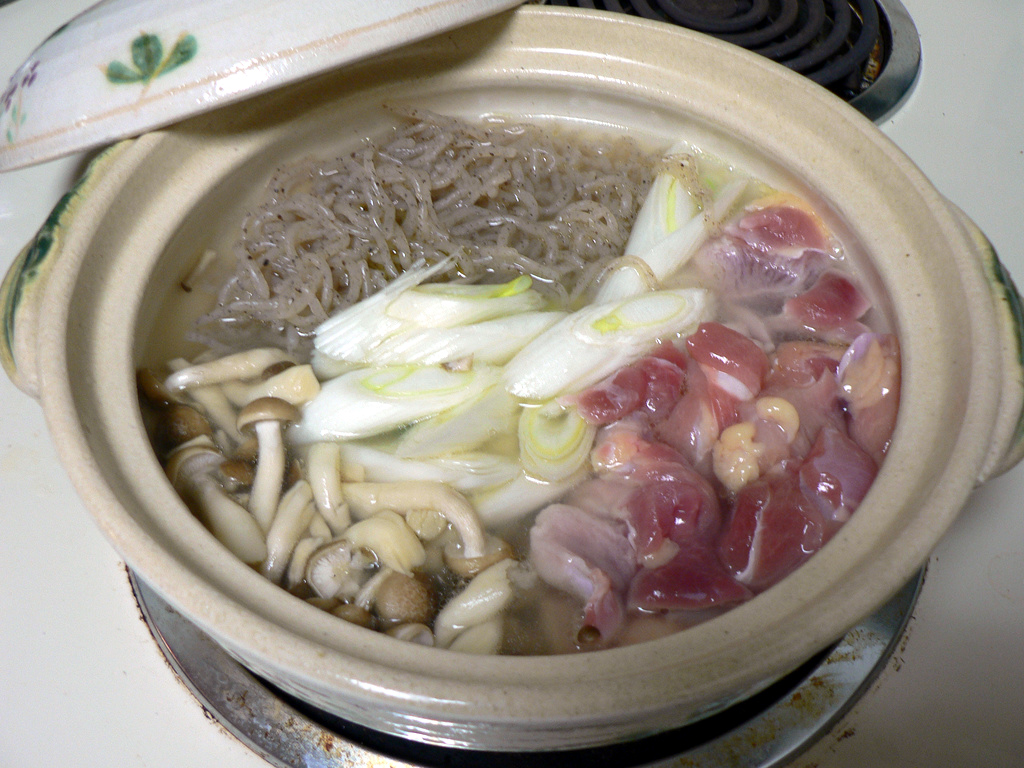
Лапша сиратаки (сверху) и другие ингредиенты в донабэ

В дословном переводе сиратаки означает «белый водопад», что указывает на белый цвет лапши.
Сиратаки в ряде англоязычных стран также называют лапшой из ямса, лапшой из языка дьявола (англ. devil's-tongue noodles) или змеиной лашой (англ. snake noodles), что происходит от английского названия аморфофаллуса коньяка — «дьявольский язык» (англ. devil's-tongue) и «змеиная пальма» (англ. snake palm).:157-12. Одним из вариантов названия является ито-конняку (яп. 糸こんにゃく «нити коньяка»), которые, как правило, толще, темнее и имеют квадратное поперечное сечение. Его предпочитают в регионе Кансай.

## Состав

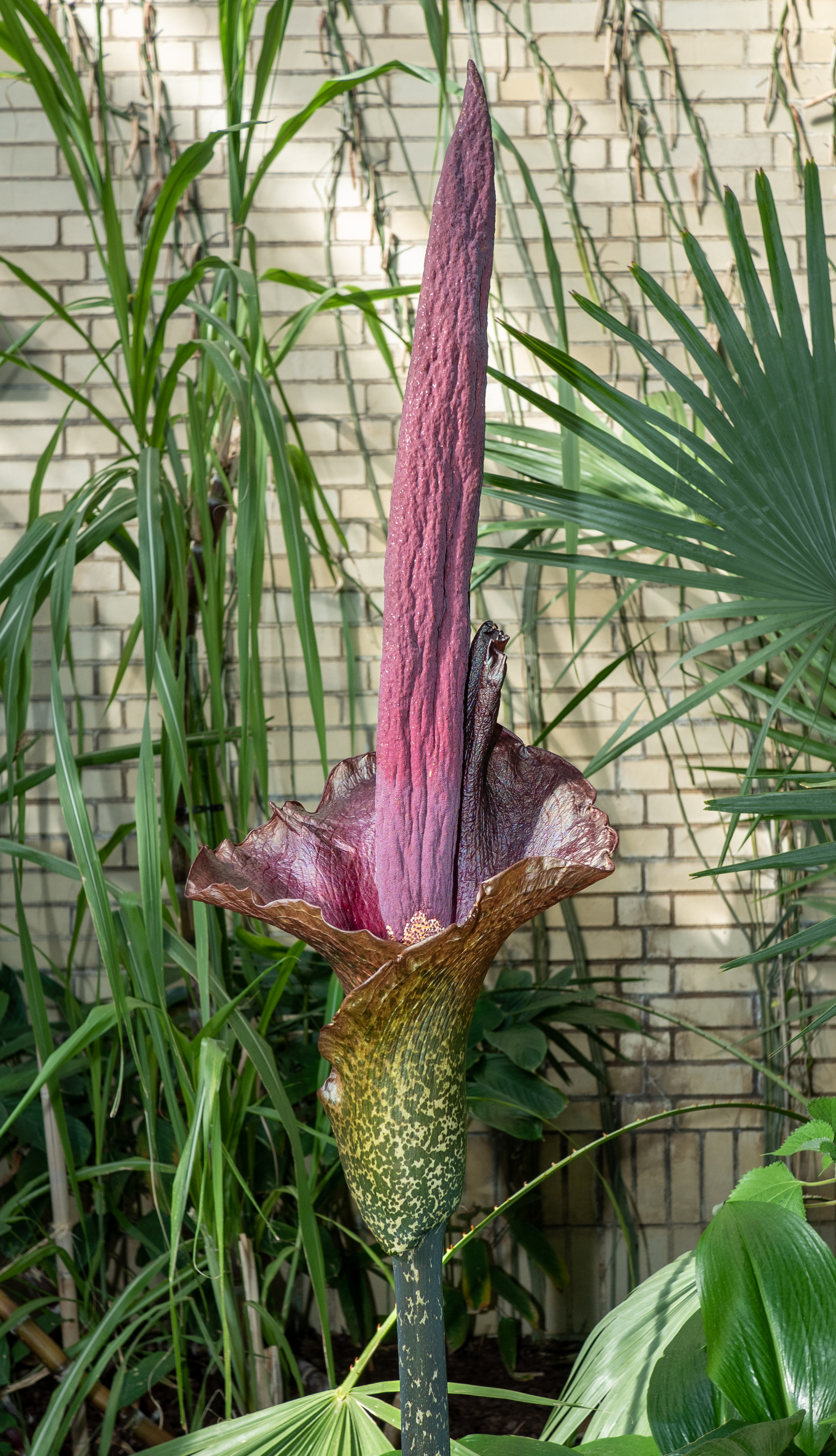
Сиратаки готовят из клубнелуковицы аморфофаллуса коньяка

Из толстого подземного стебля клубнелуковицы аморфофаллуса коньяка при измельчении получается характерная кашица (яп. コンニャク конняку), из которой готовят лапшу.:157-11 Лапша сиратаки на 97 % состоит из воды и на 3 % из глюкоманнана и водорастворимых пищевых волокон. В ней очень мало легкоусвояемых углеводов, а также она практически не имеет собственного вкуса.

## Изготовление
Раньше существовала разница в методах производства. Производители в японском регионе Кансай готовят сиратаки (ито конняку (яп. 糸こんにゃく) на кансайском диалекте), нарезая желе из конняку на кусочки, в то время как производители в регионе Канто готовят лапшу, проталкивая конняку через небольшие отверстия в горячий концентрированный раствор извести. Современные производители изготавливают оба вида, чаще всего используя последний метод.

## Применение
На восточноазиатских рынках и в некоторых супермаркетах лапшу-сиратаки продают в сухом и мягком «влажном» виде. При покупке в сыром виде её упаковывают в мягкую упаковку. Некоторые марки требуют промывания и пассерования или обработки кипятком, поскольку щелочная вода в упаковке имеет характерный неприятный запах. Обычный срок годности составляет до одного года.
Лапшу также можно обсушить и обжарить в сухом виде, что уменьшит горечь и придаст ей консистенцию, более похожую на европейские макароны. Лапшу, обжаренную в сухом виде, можно подавать к бульону, соусу или супу с лапшой. Её также можно обжарить во фритюре.

## Галерея

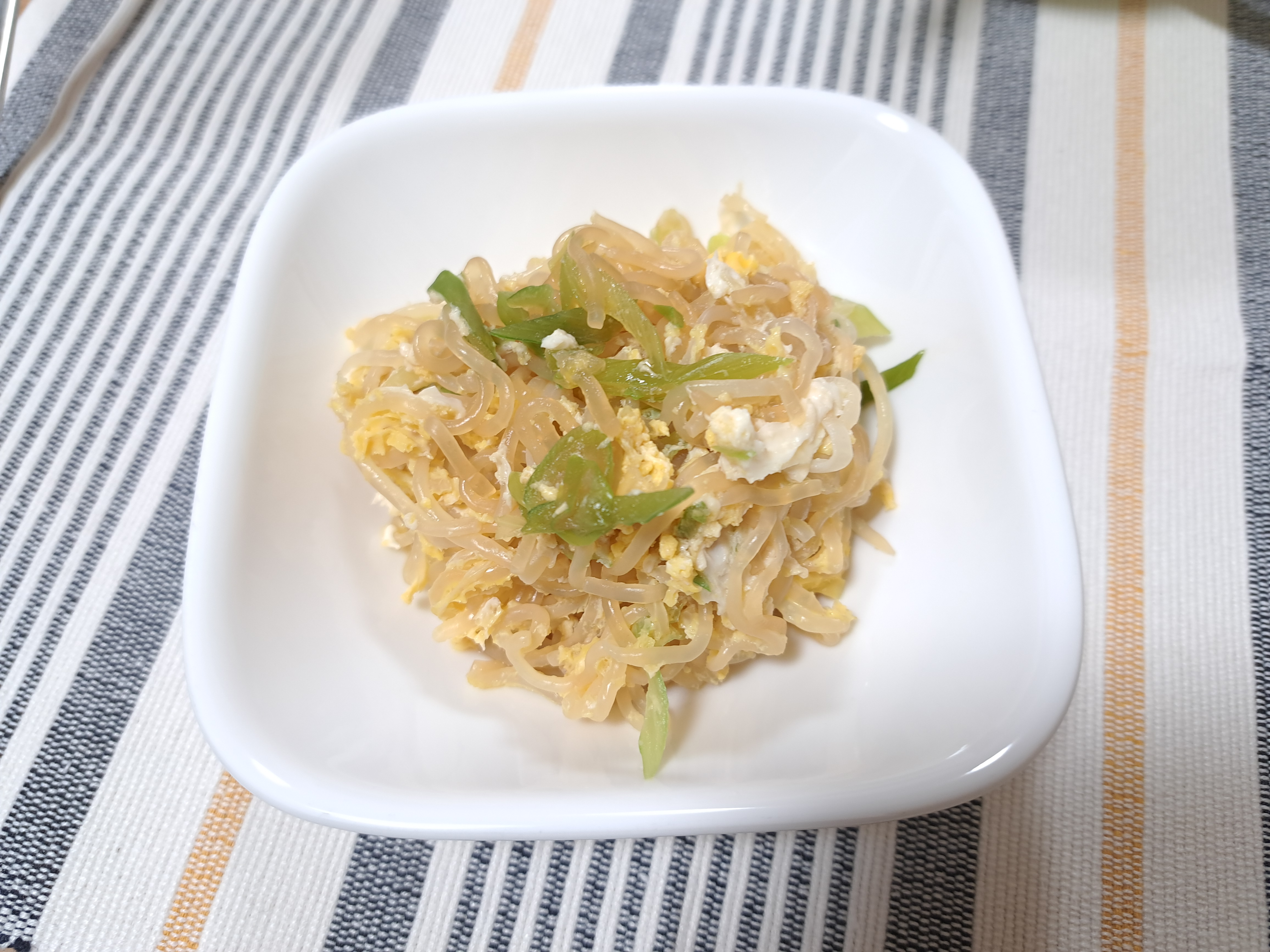
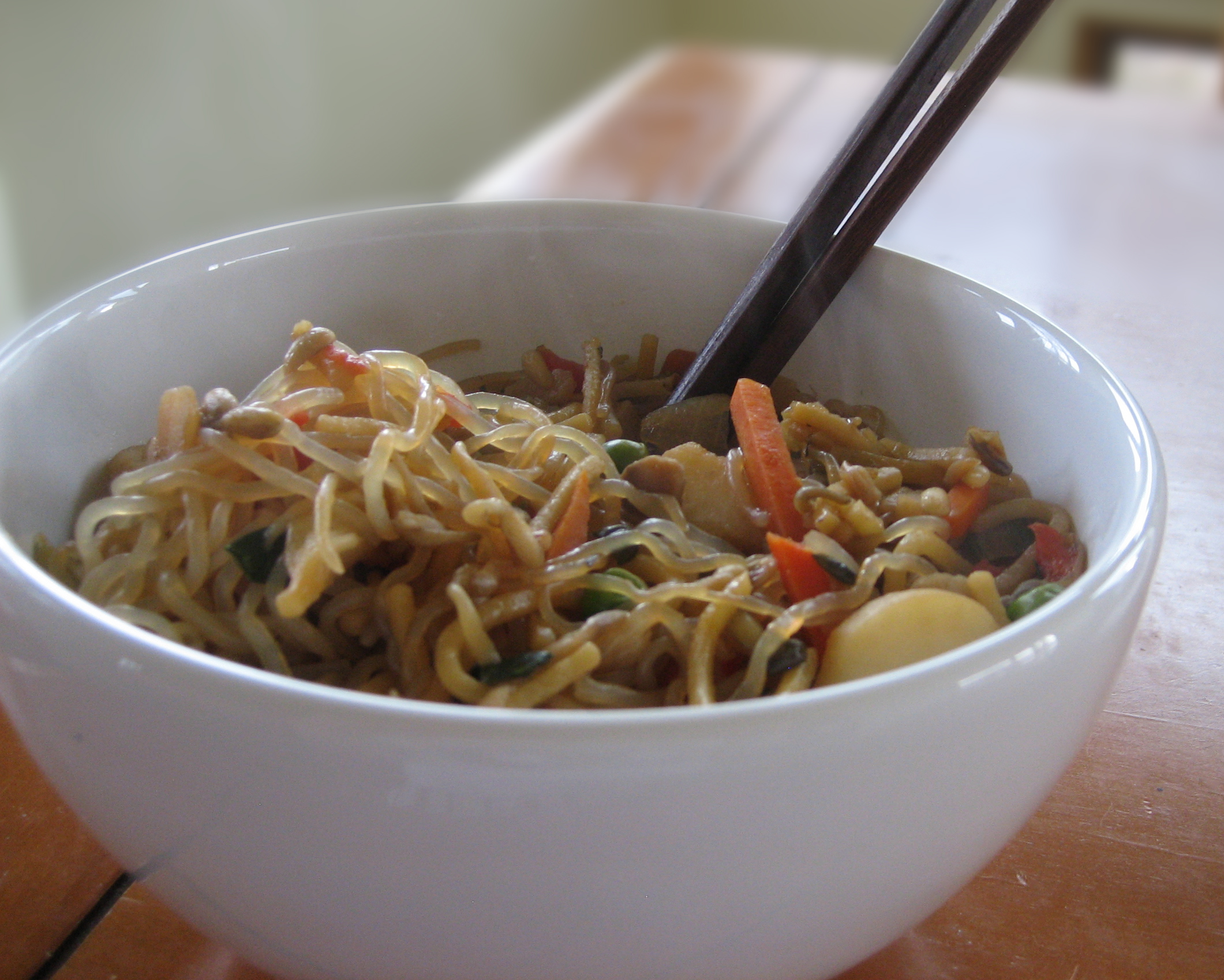
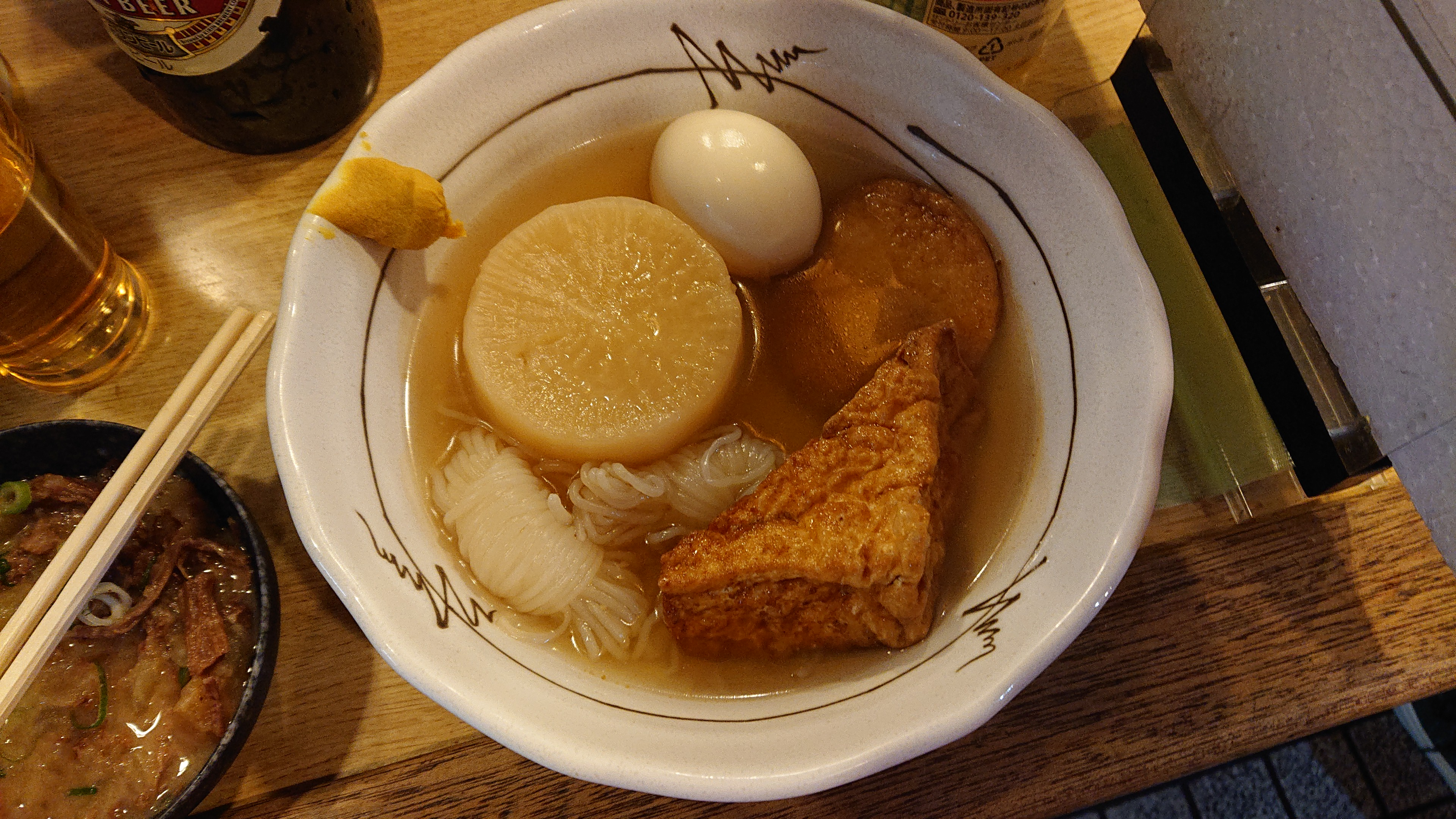
Одэн с лапшой сиратаки
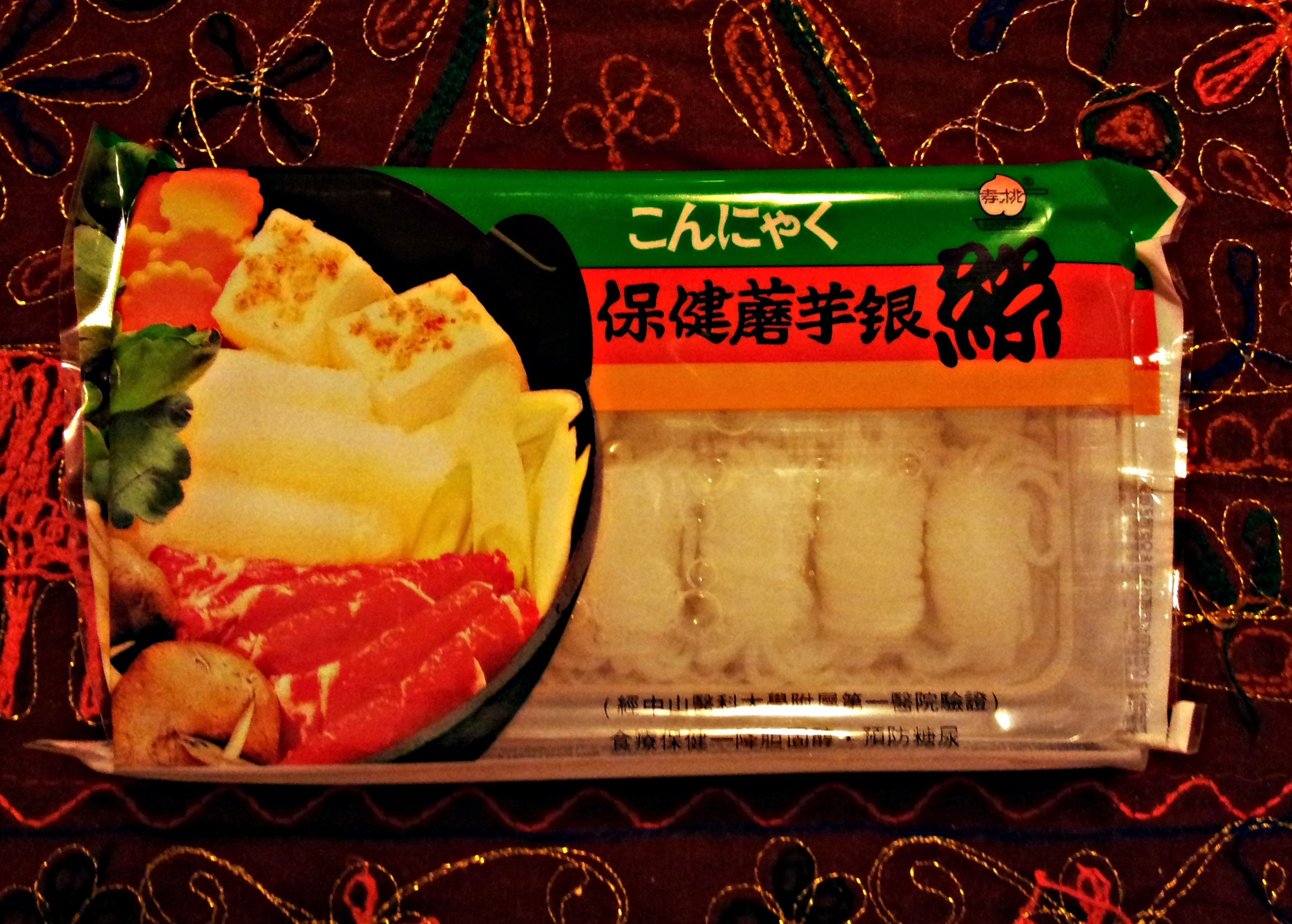
Упаковка лапши сиратаки с щелочным раствором